# Manuel Gallur Latorre

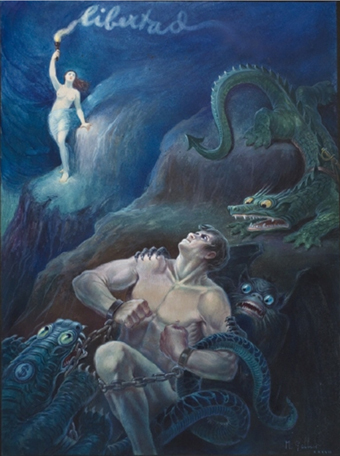
El pueblo será libre, obra de Manuel Gallur Latorre

Manuel Gallur Latorre (Valencia, 11 de febrero de 1913-Marsella, 16 de octubre de 1980) fue un pintor y cartelista español cuya obra formó parte del Pabellón de la República Española en la Exposición Internacional de París de 1937.

## Biografía
Hijo del pintor y decorador de abanicos valenciano Manuel Gallur Romero, ingresó en 1930 en la Escuela de Bellas Artes de San Carlos. También estudió música, cursando siete de los ocho cursos que constaba la carrera. Al igual que sus condiscípulos participó en diversas exposiciones colectivas de la Sala Blava y del Círculo de Bellas Artes; frecuentando también las tertulias de los cafés donde se iba gestando la tendencia vanguardista, al tiempo que se intercambiaban ideales políticos.
En abril de 1932 participó en la exposición organizada por la Federación Universitaria Escolar a la que acudió con dos estudios en color y al año siguiente, en julio de 1933, fue sancionado, junto con otros compañeros, a no poder optar a los premios en metálico que concede el Ministerio. La causa fue la participación en una huelga que acabó con la rotura de material de la clase de Estatuas.
Vinculado a los círculos anarquistas, al estallar la guerra civil se integró en el Sindicato de Profesiones Liberales "Libre Estudio", de la CNT - FAI. En sus talleres desarrolló una intensa labor como publicista, cartelista y dibujante. Según Rafael Pérez Contel, "Gallur orientaba su estética formal siguiendo a la del catalán Bayo y los personajes de sus carteles tenían como protagonistas seres deformes con enormes miembros atléticos que simbolizaban plásticamente la fuerza del proletariado en armas contra el fascismo". De su mano salieron obras tan notables como “¡¡Alerta!! la quinta columna acecha”, “Construyendo fortificaciones y refugios”, “La columna Maroto libertará Granada”, “Sea el libro nuestro mejor amigo”, “Con el frente antifascista nuestra victoria es segura” o “Pro hospitales de sangre”. 
La pertenencia a este grupo le permitió ser invitado a exponer, junto con destacados pintores en la Exposición Internacional de Paris de 1937 en el Pabellón de la II República Española, su acuarela seleccionada "El poble será lliure!" que actualmente se conserva en el Museo de Arte Moderno de Barcelona. 
Al terminar la contienda se casó con Lucinda Repullés de la que pronto se separó y no tuvo hijos. Se trasladó a vivir a Argel, lugar de residencia de su hermana Consuelo y donde sufrió una fuerte depresión.
Tras la independencia de Argelia en 1962, regresó a Zaragoza, donde realizó trabajos como pintor decorativo para una fábrica de muebles. Abandonó entonces temáticas tan llenas de ideología como las que había representado durante la Guerra y derivará hacia los temas naturalistas, en los que los bodegones de frutas o flores será la temática predominante. Serán cuadros muy empastados y pincelada vigorosa. 
En 1980 Manuel enfermó de gravedad y su hermana, que entonces residía en Digne-les-Bains decidió llevarlo a su lado, siendo hospitalizado, nada más llegar, en Marsella, donde fallecerá a los cuatro días de su entrada a Francia.